# Agrarna Ukraińska Chłopska Partia
Agrarna Ukraińska Chłopska Partia lub Ukraińska Partia Włościańska (właśc. Ukrajinśka Chliborobśka Partija, UChP) – ukraińska partia polityczna, powstała w 1922 w Galicji. Potocznie określana jako chliborobi.
Podejmowała działania w celu porozumienia się z władzami polskimi, brała udział w wyborach w 1922 do polskiego Sejmu, które zbojkotowała większość partii ukraińskich w Galicji i które wiązały się z represjami ze strony Ukraińskiej Organizacji Wojskowej. Zdobyła w nich 5 mandatów.
Był to jedyne ukraińskie ugrupowanie polityczne pozytywnie ustosunkowujące się do II Rzeczypospolitej. Chliborobi stali na gruncie wierności państwu polskiemu i lojalnego spełniania wobec niego obowiązków obywatelskich. Nie była to jednak postawa bezwarunkowa. W zamian za lojalność wobec państwa polskiego działacze partii oczekiwali ustępstw na rzecz ludności ukraińskiej. Wśród głównych postulatów partii znalazły się:
- wprowadzenie autonomii narodowo-terytorialnej dla województw: lwowskiego, tarnopolskiego i stanisławowskiego
- założenie ukraińskiego uniwersytetu we Lwowie
- utworzenie średniego i powszechnego szkolnictwa państwowego z ukraińskim językiem wykładowym
- przeprowadzenie reformy rolnej z uwzględnieniem oczekiwań ludności ukraińskiej
- obecność Ukraińców na stanowiskach państwowych
- równouprawnienie języka ukraińskiego w administracji
- poprawne relacje państwa z polskiego z Cerkwią greckokatolicką

Głównymi działaczami byli: o. Mikołaj Ilków (zamordowany podczas zbrodni katyńskiej), Mychajło Jackiw, Sydir Twerdochlib (zamordowany przez UOW podczas kampanii wyborczej w 1922), Iwan Dutczak, S. Daniłewycz. Organem partii był dziennik „Ridnyj Kraj”.
Brak realizacji postulatów Chliborobów, traktowanych jako sprzeczne z polską racją stanu, którą pojmowano wtedy jako stopniową polonizację i konwersję na obrządek rzymski ludności ukraińskiej doprowadził ich do stopniowego rozczarowania względem władz i państwa polskiego. Na jednym z ostatnich posiedzeń Sejmu I kadencji 6 lipca 1927 r. o. Mikołaj Ilków podsumował polską politykę narodowościową słowami: „cały aparat prawno-państwowy służy do eksterminacyjnych zapędów i do realizowania projektów zmierzających do pełnego i ewolucyjnego niszczenia wszelkich zdobyczy narodu ukraińskiego, które ten naród uzyskał wśród walki pod rządami zaborczymi, austriackim czy też rosyjskim”. Rozczarowanie brakiem efektów swojej parlamentarnej działalności spowodowało wycofanie się Chliborobów z życia politycznego. Reprezentanci tej partii nie uzyskali w żadnych kolejnych wyborach ani jednego mandatu.

## Literatura
- Енциклопедія українознавства, Lwów 1993, t. 9, s. 3402